# Antonín Jan Deym ze Stříteže
Antonín Jan hrabě Deym ze Stříteže (1. polovina 18. století – 25. listopadu 1775 Horní Police) byl český šlechtic a římskokatolický kněz, čtvrtý infulovaný arciděkan v Horní Polici v letech 1764–1775. Pocházel ze starobylého šlechtického rodu Deymů ze Stříteže.

## Život

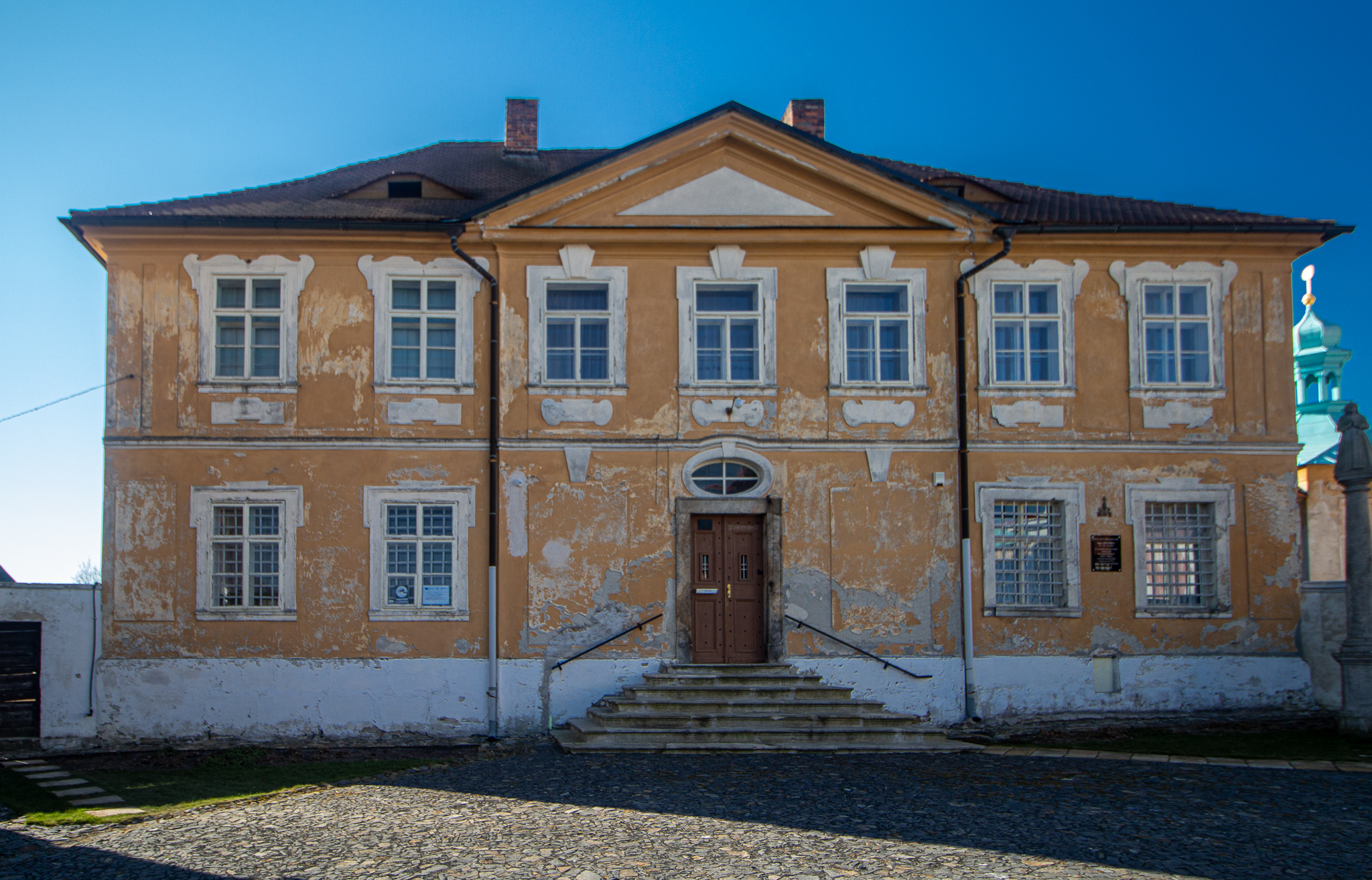
Budova arciděkanství v Horní Polici

Katolický kněz Antonín Jan hrabě Deym ze Stříteže pocházel z rodu Deymů ze Stříteže, která měla řadu větví.
Litoměřický biskup Emanuel Arnošt z Valdštejna jej jmenoval arciděkanem v Horní Polici. Arciděkanského úřadu se ujal v červenci 1764. Podle ustanovení papežského breve ze 6. prosince 1736 papeže Klementa XII. získal právo, stejně jako jeho tři předchůdci, používat pontifikálie na způsob opatů (latinsky „ad instar Abbatum”), tzn. stal se infulovaným arciděkanem.
Děkan hrabě Antonín Jan Deym zemřel po 11 letech služby v Horní Polici dne 25. listopadu 1775. Pohřben byl dva dny po smrti před oltářem sv. Aloise hornopolického kostela Navštívení Panny Marie.